# Dren (Kostel, Slovenija)
Dren je naselje u slovenskoj Općini Kostelu. Dren se nalazi u pokrajini Dolenjskoj i statističkoj regiji Jugoistočnoj Sloveniji. 

## Stanovništvo
Prema popisu stanovništva iz 2002. godine naselje je imalo 21 stanovnika.